# Xenophyllum humile
Xenophyllum humile là một loài thực vật có hoa trong họ Cúc. Loài này được (Kunth) V.A.Funk miêu tả khoa học đầu tiên năm 1997.